# Eekwerd
Eekwerd is een gehucht in de gemeente Eemsdelta in de provincie Groningen in Nederland. Het ligt even ten oosten van Wirdum. De wierde waarnaar het gehucht genoemd is, was minstens 3 tot 4 meter hoog. Hij is in 1893 bijna volledig afgegraven. Daarbij werd de boerderij die midden op de wierde stond verplaatst.
De naam Eekwerd betekent waarschijnlijk 'wierde begroeid met eiken'. De buurtschap bestond vroeger uit vijf edele heerden, waarvan dat Hooge heem of Equarder wierde (1540) de belangrijkste was. Ten oosten daarvan was nog een behuisde wierde te vinden, die in de zestiende eeuw als groene (onbebouwde) wierde werd betiteld. Deze huiswierde werd vermoedelijk Heemwerd genoemd. Eekwerd gaf ook zijn naam aan een zijleed en aan het Eekwerdermaar (Eekwerder Binnenmaar) en het Eekwerdermedermaar (Eekwerder Meedemaar).
Ten zuiden van de wierde ligt de Eekwerderdraai, die in de 16e eeuw de Eekwerdertil verving.
De kroniekschrijver Abel Eppens tho Equart werd in Eekwerd geboren. Hij heeft onder meer de edele heerd Bolhuis (aan de zuidkant van de wierde) bewoond. Van de herenboerderij Bolhuis resteren nog het koetshuis en de tuinmanswoning.

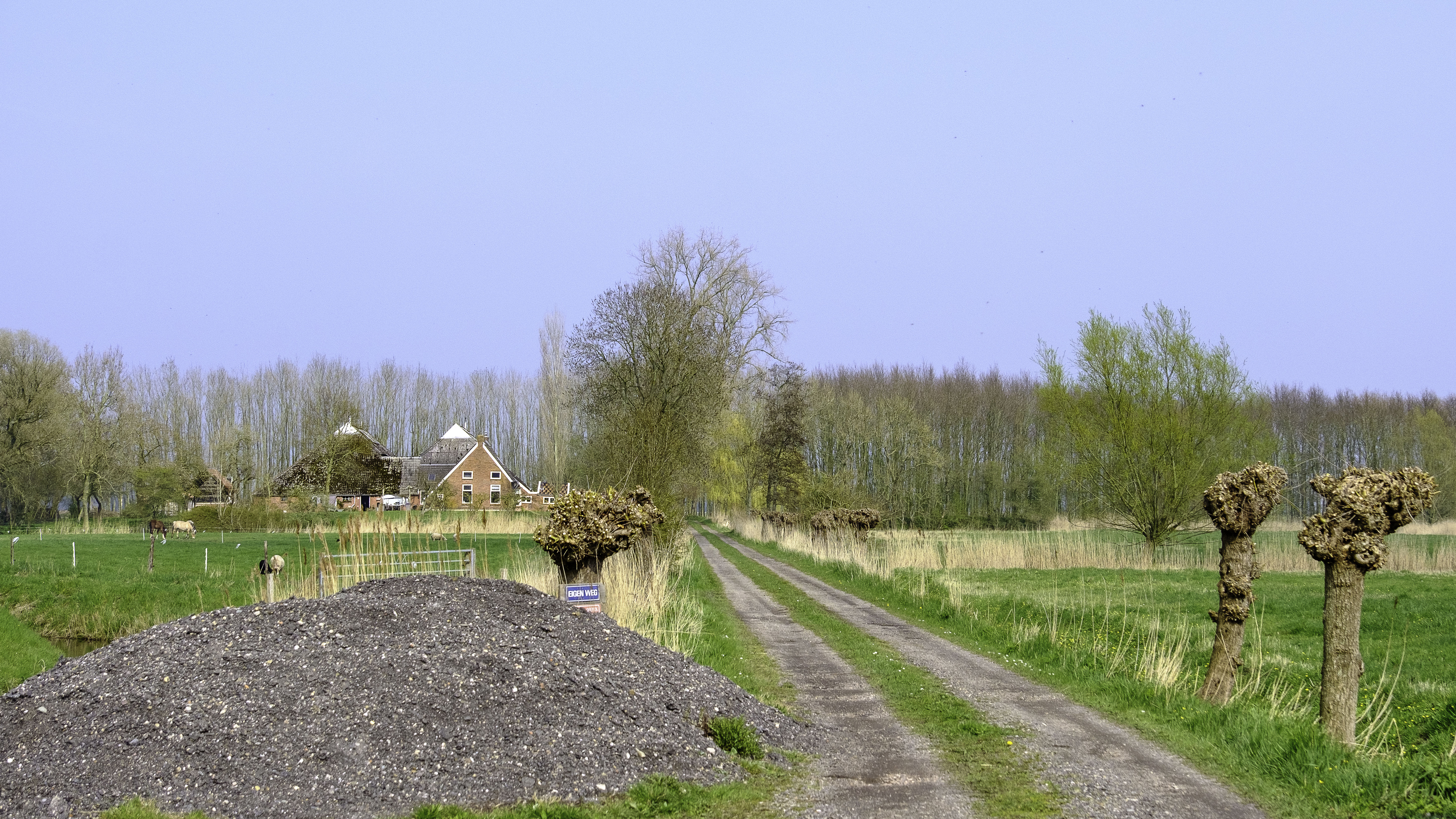
Oprit naar de Heerkenheerd uit 1844 aan noordoostzijde van de wierde
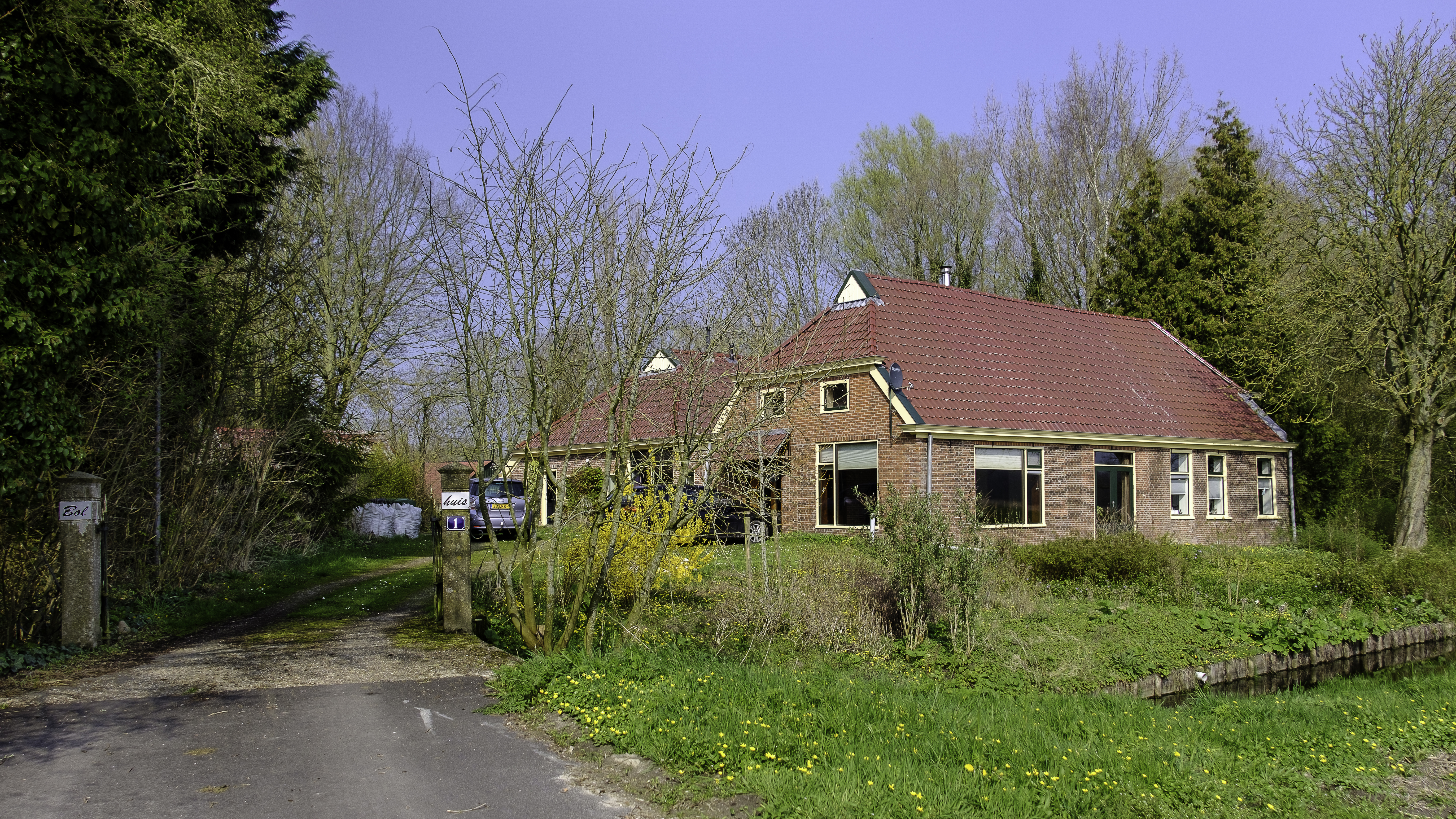
Voormalig schathuis van de borg Bolhuis aan zuidzijde van de wierde
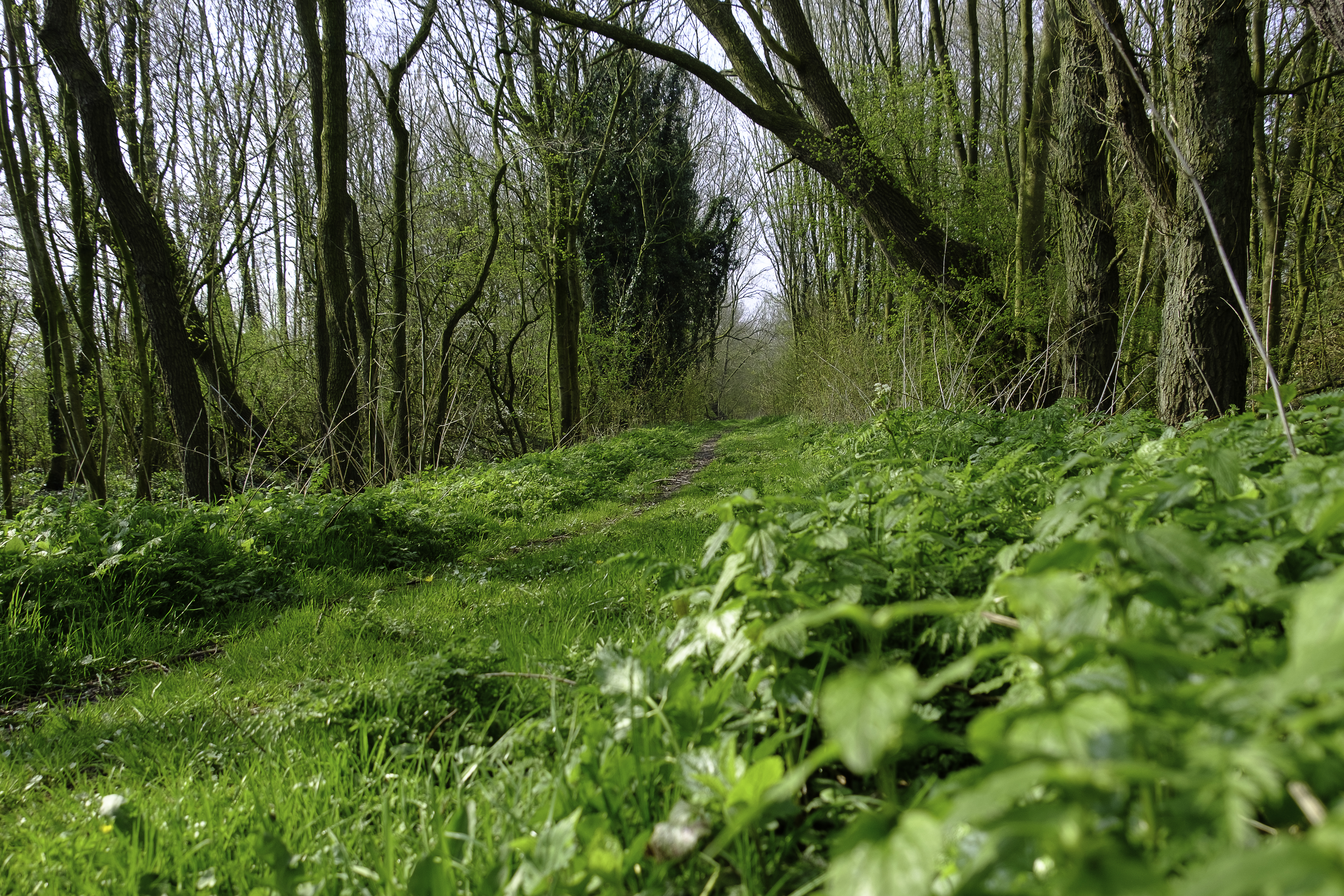
Wandelpad aan zuidwestzijde van de wierde

Groningen: Steden en dorpen      Nederland: Provincies · Gemeenten